# Santa Isabel (Argentyna)
Santa Isabel – dzielnica argentyńskiego miasta Córdoba, stolicy prowincji Córdoba. Znajduje się tam fabryka Renault, gdzie produkowany jest m.in. Renault Kangoo.